# Фонд Миколи Томенка «Рідна країна»
Фонд Миколи Томенка «Рідна країна» (Фонд Миколи Томенка) — благодійна, неприбуткова організація, головною метою якої є здійснення благодійної діяльності в інтересах суспільства, сприяння соціально-економічному, духовному та культурному розвитку суспільства.

## Заснування фонду
Фонд заснований 19 липня 2006 року Миколою Томенком спільно з відомими громадськими діячами під назвою «Справедлива країна».
Виходячи з того, що головними пріоритетами Фонду є проєкти в галузі гуманітарної сфери, Фонд змінив свою назву і тепер має повну назву «Фонд Миколи Томенка „Рідна країна“» та коротку «Фонд Миколи Томенка».

## Спрямування діяльності фонду
Фонд спрямовує свою діяльність на сприяння розвитку культури, в тому числі на реалізацію програм національно-культурного розвитку; на охорону і збереження культурної спадщини, історико-культурного середовища, пам'яток історії та культури; на сприяння духовному пробудженню та моральному відродженню людей.

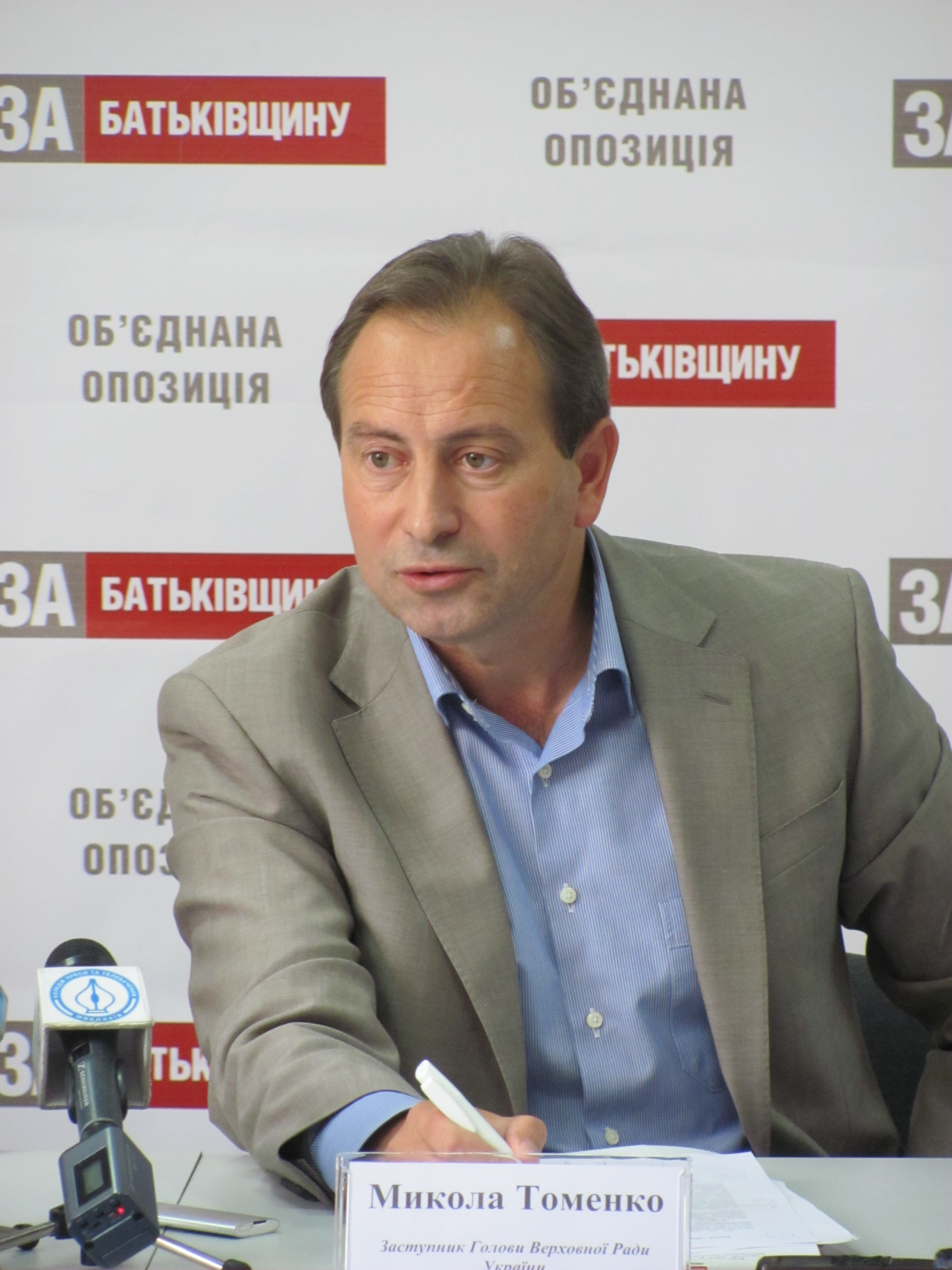
Микола Томенко

## Акції фонду
1.Інформаційно-туристичні акції під гаслом «Пізнай Україну» з метою допомогти відкривати та пізнавати Україну, її неповторні краєвиди, цікаву історію та багаті туристичні та відпочинкові можливості:
- на Полтавщині («ЕтноЛіто: Купальські ігри на батьківщині Гоголя»);
- на Чернігівщині («ЕтноОсінь: Зоряна осінь в Качанівці»);
- на Запоріжжі («Відкриваємо о. Хортиця», «Дорога на Січ»);
- на Буковині («ЕтноЗима: Масляна на Буковині»);
- на Рівненщині («Бурштинові легенди Рівненщини»);
- на Волині («ЕтноВесна: День Європи на батьківщині Лесі Українки»);
- на Черкащині ("ЕтноЛіто: Свято Івана Купала в «Софіївці») тощо.

2. Під егідою Фонду вже 3-й рік проходять Фестивалі зірок спорту «Спортивні ігри України» у м. Черкаси та м. Умань, де всі охочі мали змогу пройти майстер-класи з зірками українського спорту.
3. Фонд став ініціатором акції, яка дозволить кожній школі України, кожному будинку культури отримати у подарунок аудіо запис (компакт-диск) головних пісень та мелодій України — Гімну України, Молитви за Україну, козацьких маршів та інших пісень, які можуть звучати під час проведення різноманітних свят.
4. У 2007 році Фонд спільно з Національною радіокомпанією України видали збірки:
- «Класика української літератури. Живі голоси».

Це добірка унікальних аудіо-записів відомих українських літераторів видана до 17-ї річниці незалежності України.
До аудіо-видання увійшли вибрані поетичні твори у виконанні авторів: Марка Кропивницького «Думи мої», Максима Рильського «Троянди й виноград», Миколи Бажана «Нічні роздум старого майстра», Володимира Сосюри «Коли потяг у даль загуркоче», Андрія Малишка «Вітчизно», Платона Воронька «Близька, замріяна, струнка», Олеся Гончара «Думи про Батьківщину», Миколи Вінграновського «Я дві пори в тобі люблю», Василя Стуса «Вчися чекати, друже» та інші.
- «Лебеді материнства: Живий голос Василя Симоненка».

5. У 2007–2009 роках в декілька етапів була проведена загальнонаціональна акція визначення найбільш привабливих туристичних маршрутів вихідного дня та найкращої туристичної інфраструктури України — «7 історико-архітектурних чудес України».
Переможці конкурсу (Біосферний заповідник «Асканія-Нова» та Національний природний парк «Подільські Товтри») узяли участь у всесвітньому конкурсі «7 нових чудес природи» («New seven wonders of nature»). Завдяки вдалій рекламній кампанії Заповідник «Асканія-Нова» став одним із 77 чудес світу!
6. До 200-річчя з дня народження Миколи Гоголя Фонд провів кампанію соціальної реклами на радіо. А зовнішня реклама з тематикою «Гоголь про Україну» була розміщена у багатьох містах країни.
7. До 200-річчя з дня народження Тараса Шевченка Фонд Миколи Томенка спільно з Всеукраїнським благодійним фондом Юрія Дерев'янка та разом з радіо «Ера» записали для проєкту «Твій Шевченко» 200 віршів-радіозаставок.
8. До 200-річчя з дня народження Тараса Шевченка Фонд Миколи Томенка «Рідна країна», медіагрупа StarLightMedia і компанія Signal Red (FILM.UA Group) створили унікальний соціально-просвітницький проєкт. У ньому ведучі телеканалів, відомі українці та лауреати Шевченківської премії декламують вірші поета. Обраний для спецпроєкту формат — міжпрограмні заставки. Вони з'явились в ефірі каналів 9 березня 2014 року, в день народження Тараса Григоровича, і транслювались кілька тижнів.
У проєкті взяли участь 25 телеведучих і 7 лауреатів Шевченківської премії. Фрагменти віршів герої спецпроєкту вибирали самі. Кожен ролик закінчується словами Шевченко: «оживити добра слава, слава України!».
За словами ініціаторів проєкту: «… хотілося б, щоб він сприяв єдності України та спонукав до нового прочитання геніальних віршів Шевченка. Читці віршів — сучасні, відомі, авторитетні люди. Вони читають вірші великого поета саме так, як почувають самі. І ми сподіваємося, що глядачі зрозуміють: поезія Шевченка не втратила ні актуальності, ні гостроти».
Вірші Тараса Шевченка читали:
Ада Роговцева, Ніна Матвієнко, Наталя Сумська, Іван Драч, Мирослав Попович, Анатолій Хостікоєв, Михайло Слабошпицький, Ектор Хіменес Браво, Ірина Волкова, Тетяна Висоцька, Петро Дем'янчук, Марія Єфросініна, Анна Жижа, Єгор Калейніков, Андрій Ковальський, Ігор Кондратюк, Павло Костіцин, Андрій Куликов, Анастасія Мазур, Надія Матвєєва, Алена Мусієнко, Олександр Педан, Сергій Притула, Лілія Ребрик, Костянтин Томільченко, Олександр Скічко, Оксана Соколова, Лера Черненко, Андрій Шабанов, Михайло Шаманов, Олена Фроляк, Влад Яма.